# Auguste Vacquerie
Auguste Vacquerie (* 19. November 1819 in Villequier, Département Seine-Inférieure; † 19. Februar 1895 in Paris) war ein französischer Schriftsteller, Journalist und Photograph.

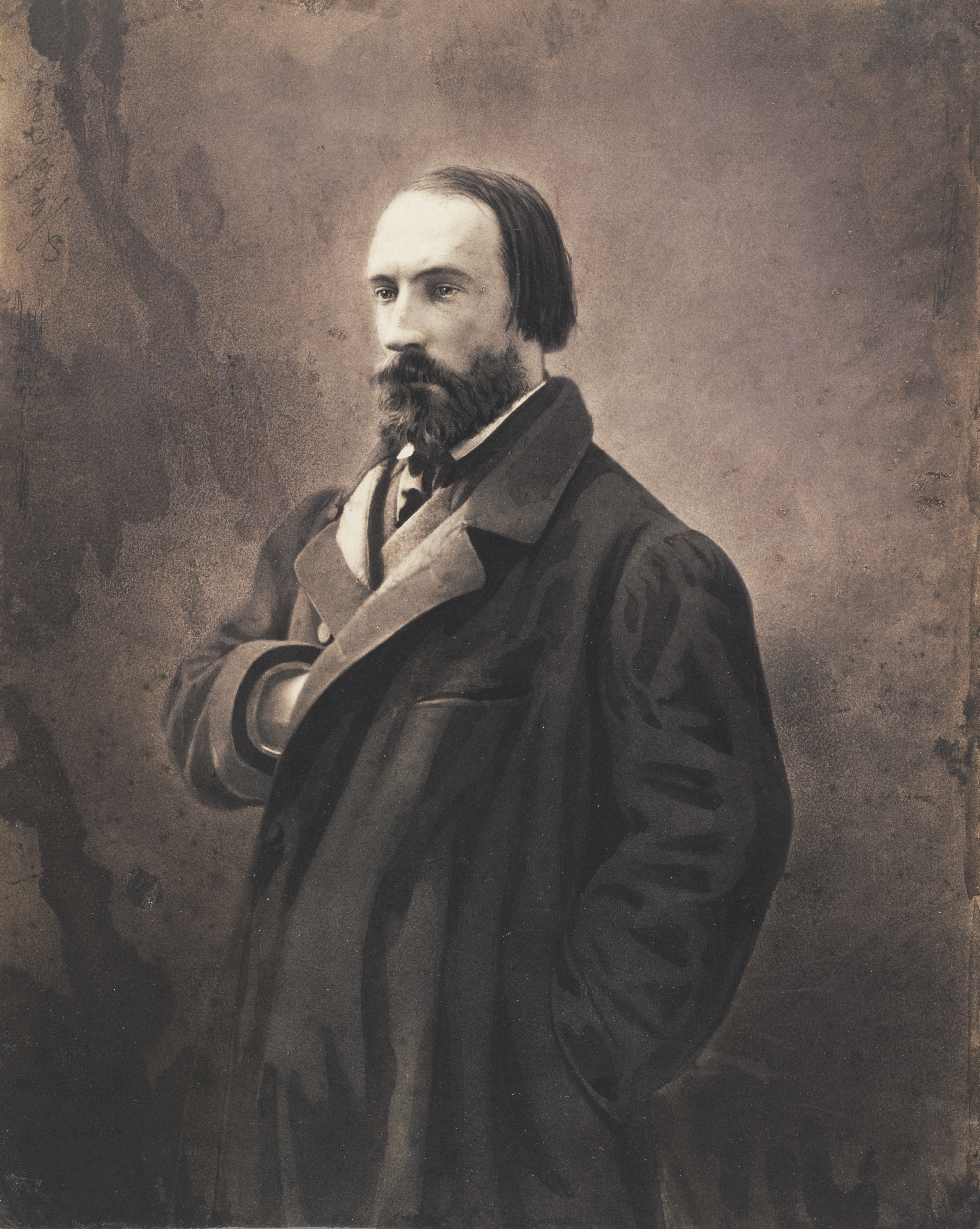
Vacquerie auf einer Fotografie von Nadar um 1865

## Leben
Auguste Vacquerie entstammte einer Reederfamilie aus der Normandie. Seine Schulzeit absolvierte er am Lycée Corneille in Rouen und anschließend in Paris am Lycée Charlemagne. Mitschüler war u. a. der spätere Schriftsteller Paul Meurice.
Bereits in seiner Schulzeit schwärmte Vacquerie für Victor Hugo und dessen literarische Werke. Verstärkt wurde diese Begeisterung noch, als sein Bruder Charles am 15. Februar 1843 Léopoldine, eine Tochter Victor Hugos heiratete. Léopoldine und Charles verunglückten jedoch bereits am 4. September desselben Jahres anlässlich eines Bootausflugs auf der Seine bei Villequier.
Als Victor Hugo den Staatsstreich am 2. Dezember 1851 durch Napoléon III. öffentlich verurteilte, wurde er verbannt und ging ins Exil. Dabei begleitete ihn Auguste Vacquerie und ließ sich mit Hugo erst auf der britischen Kanalinsel Jersey nieder; später auf Guernsey. Erst 1869 konnte Vacquerie wieder nach Frankreich zurückkehren.
Auguste Vacquerie starb am 19. Februar 1895 in Paris und fand seine letzte Ruhestätte auf dem Friedhof seiner Vaterstadt, neben seinem Bruder Charles und dessen Ehefrau Léopoldine.

## Werke (Auswahl)
Lyrik
- Demi-teintes. 1845
- L’enfer de spirit. 1840

Theaterstücke
- Jean Baudry. Comédie en quatre actes. 1863
- Proserpine. Drame lyrique. 1887 (Musik von Camille Saint-Saëns)
- Tragaldabas. Drame bouffon. 1848 (Musik von Eugen d’Albert)

Übersetzungen
- Sophokles: Antigone (zusammen mit Paul Meurice)